# 库米儿
库米儿（Čumil，意为守望者、“观察者”）又名“工作中的男人”（Man at Work）是斯洛伐克首都布拉迪斯拉发最著名的雕塑之一，也是市中心最著名的景点之一。
这是由Viktor Hulík创作的青铜雕像，安装于1997年7月26日，从此成为布拉迪斯拉发最上镜的雕塑之一。它位于布拉迪斯拉发老城Laurinská街、Panská街和Rybárska brána街的交叉路口，描绘一名市政工人，从下水道里爬出来，头戴安全帽，面露微笑，趴在井沿上。
在其他城市也有类似的雕塑，例如在俄罗斯。